# Elemér Lónyay
Elémer Lónyay de Nagy-Lónya y Vásáros-Namény (Bodrogolaszi, 24 de agosto de 1863-Pannonhalma, 29 de julio de 1946) fue un noble y diplomático húngaro, especialmente conocido por ser el segundo marido, morganático, de la princesa Estefanía de Bélgica.

## Biografía

### Familia
Era hijo del conde Ödön Lónyay (1834-1885), húngaro, y de su esposa Wilma Pázmándy (1839-1919). Su padre era miembro de una familia de la nobleza húngara, de rango baronial, y religión calvinista que podía trazar sus orígenes hasta el siglo XI. Su madre era hija de Dionys Pázmandy, que había sido presidente del Parlamento revolucionario húngaro en la Revolución húngara de 1848-1849.
El matrimonio de sus padres tuvo otro hijo, primogénito de la familia, Gabor Sigmund (1861-1917), casado en 1885 con Sarolta Földváry de Földvár (1863-1946), con descendencia.

### Carrera
Hizo la carrera de derecho en la universidad de Budapest, decidiéndose posteriormente por la carrera diplomática. En 1887 sería destinado a la legación austrohúngara en Bucarest, seguida por Roma al año siguiente. Fue nombrado chambelán del Emperador de Austria en 1889.
En 1891 se encontraba agregado a la embajada en Londres.En 1892 fue nombrado secretario de embajada en San Petersburgo, pasado posteriormente por Roma y París. Con motivo del milenario del reino de Hungría, en 1896, el emperador Francisco José I elevó a los dos hermanos Lónyay al rango de conde, además de hacerles miembros hereditarios de la Casa de los Magnates del parlamento del reino de Hungría.

### Matrimonio
En la década de 1890, trabó una relación muy cercana con Estefanía de Bélgica, viuda de Rodolfo de Austria, heredero de Francisco José I, que había muerto en extrañas circunstancias en enero de 1889. Estefanía de Bélgica gozaba de una situación muy particular en la corte, como viuda del heredero al trono. Los problemas de ceremonial que generaba su situación la llevaron a no aparecer en las ceremonias de corte hasta 1896, en que Francisco José I decretó que su posición sería la siguiente a la archiduquesa que tomara el puesto que dejaba la emperatriz Isabel, prácticamente ausente de Viena y su corte en todo momento. 
La relación entre Elémer y Estefanía, según el testimonio de esta última, se inició al ser ambos invitados a cazar por el conde Heinrich Larisch en su castillo de Solca (Karviná) en Silesia.
En 1899, Estefanía pidió a su suegro Francisco José que consintiera en su matrimonio con Elémer. En su petición Estefanía utilizaría la mediación de la reina Victoria, que siempre había mostrado un gran interés por la viuda de Rodolfo.
Esta petición fue contemporánea a la realizada al emperador por el archiduque Francisco Fernando (por aquel entonces heredero de Francisco José I) para contraer matrimonio morganático con otra condesa, Sophie Chotek.

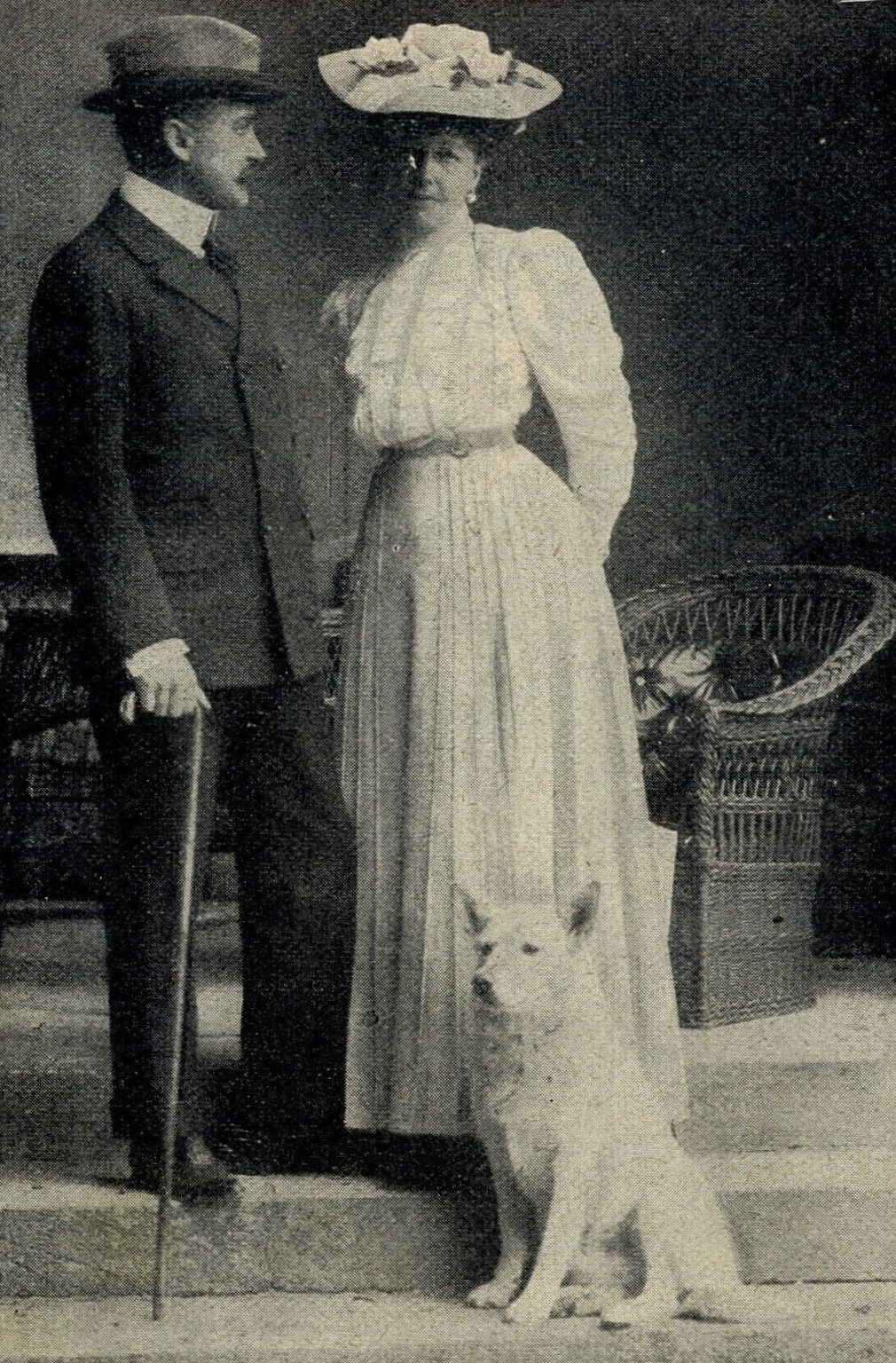
Elemér y Estefanía en 1906 en su castillo de Oroszvar.

El anuncio público del compromiso en el período oficial del Imperio, Wiener Zeitung, el 18 de marzo de 1900:
Su Alteza Imperial y Real la Princesa viuda archiduquesa Estefanía, después de haber solicitado y obtenido el consentimiento de Su Majestad imperial y real apostólica, consultada en esto en su calidad de jefe de familia, se ha comprometido con el conde Elémer Lónyay de Nagy-Lonya y Vasaros-Nameny, chambelán de la casa imperial y real y miembro hereditario de la Cámara de los Magnates en el Parlamento húngaro.
Entre las condiciones fijadas por Francisco José I, se encontraban la renuncia de Estefanía a su condición de miembro de la Casa Imperial, incluyendo dejar de titularse Alteza Imperial. Asimismo, se llegó a un nuevo convenio económico por el que Estefanía pasaría a cobrar 100.000 florines al año de la casa de Austria. Esta asignación se unía a las rentas de unos 50.000 florines de que gozaba Elémer.
Elémer y Estefanía contrajeron matrimonio el 22 de marzo de 1900, en el castillo de Miramar, residencia oficial de esta última. Tras su boda el matrimonio pasaría a residir en la recién adquirida Villa Zichy en el barrio de Kalksburg en Viena.

### Vida posterior
En 1917 fue elevado a la dignidad de príncipe (fürst) por el sucesor de Francisco José I, Carlos I.Este último también lo nombraría en ese año, consejero íntimo actual (K. u K. wirkliche geheime Räthe).